# Historia de Santa Cruz de la Zarza

Escudo de Santa Cruz de la Zarza.

Santa Cruz de la Zarza, municipio de la provincia de Toledo (Castilla-La Mancha, España) situado al noreste de la denominada Mesa de Ocaña y al sur del río Tajo. En época romana recibe el nombre de Belcinia o Velsinia y en época de los godos Castelforte de Valcominoso.
Los restos más antiguos de este municipio se remontan a la segunda Edad del Hierro, concretamente a la necrópolis de Las Esperillas. Perteneció a la encomienda de la Orden de Santiago. En su casco urbano hay un gran número de casas-palacio con profusión de escudos señoriales.

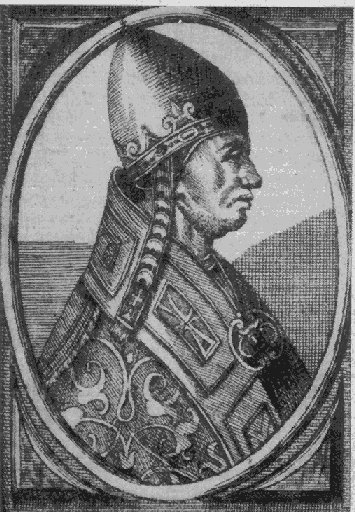
Alejandro III concedió a Santa Cruz de la Zarza una encomienda.

Santa Cruz de la Zarza fue desde la antigüedad un importante centro de comunicaciones y lugar defendido ya en época romana y también en la visigoda y árabe, dada su posición dominante. Santa Cruz fue cedida a la Orden de Santiago antes de 1175, estableciéndose allí, después de la confirmación del papa Alejandro III en esta fecha, una encomienda. Se menciona a Santa Cruz de la Zarza de nuevo en 1241, con motivo del deslinde habido entre las tierras del arzobispo de Toledo y las de la Orden de Santiago. En 1242 su creciente importancia la hizo, bajo el maestrazgo de Rodrigo Íñiguez, cabeza de la encomienda de su nombre. En 1253, el maestre de la Orden de Santiago don Pelayo Pérez Correa le concedió fuero.

## Prehistoria
Santa Cruz de la Zarza pudo estar situada en el paraje llamado de Las Esperillas, donde desde 1984 se están realizando excavaciones, existiendo en ella una necrópolis. Se trata de una necrópolis prerromana que tiene una perduración temporal en el uso de más de 600 años. A la luz de los materiales encontrados en ella, cerámicas hechas a mano y ajuares metálicos, una primera fase se data a finales del siglo VII a. C. y siglo VI a. C.. En una segunda etapa, los vasos realizados a mano que continúan perfectamente la tradición cerámica anterior, aparecerán en tumbas con vasos fabricados a trono, este momento ha sido datado en sus inicios en otros yacimientos de la zona, hacia comienzo del siglo VI a. C. 
Posteriormente los perfiles de tipo ibérico con piezas y fragmentos de cerámica ática que no solo indican los influjos mediterráneos sino que, por el tipo de fíbulas anulares halladas y otros ajuares asociados a ellas, indicaban un momento posterior que abarca del siglo IV a. C. al siglo II a. C.
En una última fase la aparición de dos inhumados en un templete en forma de H nos llevan a datar estos últimos enterramientos ya en época romana.

## Época romana
Dentro de su término municipal estuvo enclavado el Vicus Cuminarius o Vicus Cuminario que era la novena mansión del itinerario romano de Mérida a Zaragoza, como afirman autores como Juan Agustín Ceán Bermúdez, Ambrosio de Morales, José Andrés Cornide y otros. Pascual Madoz también hace referencia en el Diccionario geográfico-estadístico-histórico de España y sus posesiones de Ultramar a la existencia de dicha mansión en Santa Cruz de la Zarza.
En época romana recibe el nombre de Belcinia o Velsinia y en época de los godos Castelforte de Valcominoso.

## Fundación

La Cruz de Santiago, emblema de la Orden de Santiago.

Aunque los parajes sobre los que se asienta el actual municipio han sido poblados desde la prehistoria, como prueba el importante yacimiento arqueológico de Las Esperillas. El origen de su nombre, su fundación y el núcleo inicial de Santa Cruz puede deberse a la Orden de Santiago. Según José López Agurleta, el primer maestre de dicha Orden, Pedro Fernández de Fuentencalada, "pretendía ser caballero eterno de la Celestial Milicia, por ello recibió la cruz de su espada y sus trabajos para trepar desde la corriente de las aguas a la cumbre. Trepó, en fin, desde el Tajo a lo más alto, entre Aurelia y Alharilla y colocó allí su estandarte de la Santa Cruz". Al fundar un pueblo, la Orden disfrutaba de algunos privilegios como monopolios señoriales, hornos, carnicerías y mercados, entre otros. Por ello, al obtener Santa Cruz dichos privilegios en detrimento de las aldeas y poblados circundantes ya existentes, todos ellos fueron anexionados al pueblo fundado por la Orden.
Santa Cruz fue cedida a la Orden de Santiago antes de 1175, estableciéndose allí, después de la confirmación del papa Alejandro III en esta fecha, una encomienda. Se menciona a Santa Cruz de la Zarza de nuevo en 1241, con motivo del deslinde habido entre las tierras del arzobispo de Toledo y las de la Orden de Santiago. 
Luis Andújar Ortega en su libro "Belmonte, cuna de Fray Luis de León. Su Colegiata", afirma que:

Las primeras noticias escritas que se tienen de Belmonte es una Bula del papa Honorio III que dirige a Don García, tercer Obispo de Cuenca: Dada en Siene el noveno día de las Kalendas de Septiembre del octavo año de Nuestro Pontificado (el 24 de agosto de 1233).
Honorio III en la citada bula, nombra comisionados para marcar los límites de la Diócesis de Belmonte entre el Prior de la Orden de Santiago de Uclés y el Obispo de Cuenca San Julián, sobre la jurisdicción de Santa Cruz de la Zarza y Belmonte:
..."Para que con Nuestra Autoridad hagáis ese arreglo. ..en los poblados de Santa Cruz, Bellomonte y algunos otros....
El 3 de marzo de 1241 se delimitan los territorios y villas de la Orden de Santiago:
..." expresándose por propios de la Orden, las villas y aldeas de Monreal, Dos Barrios, Mora, Yegros, Escorchón, Alión, Velmonte, Almaguer, Almoradiel, Montealegre y Santa Cruz...".

En 1242 su creciente importancia la hace, bajo el maestrazgo de Rodrigo Íñiguez, cabeza de la encomienda de su nombre. En 1253 el gran maestre de la Orden, Pelayo Pérez Correa, concede fuero a Santa Cruz y le concede las aldeas cercanas del Castillejo de Alboer, Villaverde, Villarejo Seco, Testillos y el Villar del Sauco con todos los terrenos que les pertenecían, así como un mercado semanal, tal como se menciona en el "Libro de Privilegios" otorgado por Felipe II en 1562, en el que se confirman todos los fueros anteriormente concedidos por los monarcas y maestres de la Orden de Santiago. 
Los primeros habitantes de Santa Cruz como encomienda de la Orden de Santiago fueron gentes que tomaron parte en la Reconquista de la ribera del Tajo, entre ellos moriscos que posiblemente serían los encargados de realizar las obras de la nueva villa y los vecinos de las aldeas cercanas, que encontraron grandes ventajas bajo la protección de la Orden.

## Edad Media
En la época de la Reconquista, Santa Cruz adquirió protagonismo por su posición en la línea defensiva del Tajo. Testimonio de dichas luchas entre moros y cristianos son las ruinas del Castillo de Alboer. Finalmente, en 1085 el Rey Alfonso VI consiguió cruzar el Tajo, conquistando Toledo y llevando la fe cristiana a la zona.
A partir de 1170, la Orden de Santiago comenzó a construir iglesias en la zona. En torno a esa época fue edificada la iglesia de Santiago Apóstol, que tiene rasgos propios de una fortaleza; las murallas de la villa, entre las piedras que formaron la muralla que rodeaba la iglesia de Santiago se descubrió una piedra con forma de flor con claro estilo visigótico; y el palacio de la Encomienda, cuyo primer comendador del que se tiene noticia es Gonzalo Díaz, que ya lo era en 1246. En dicho palacio se alojaría el rey Sancho IV los días 16 y 17 de enero del año 1293. También hicieron una conducción de aguas fabricada en ladrillo, conocida como "Los Caños", y que no ha perdido su importancia.
A principios del siglo XVI al nombre de Santa Cruz se le agrega "de la Zarza", cuando dicha villa pasó a depender de la de Santa Cruz. Aunque existen otras hipótesis al respecto.
En 1559, tras petición al rey Felipe II, éste mandó derribar lo que quedaba del edificio de la Tercia y se compraron al menos 60 pies de terreno desde el muro de la iglesia de Santiago para hacer la sacristía, un paso al cementerio y a la plaza de la iglesia.

## SigloXVII

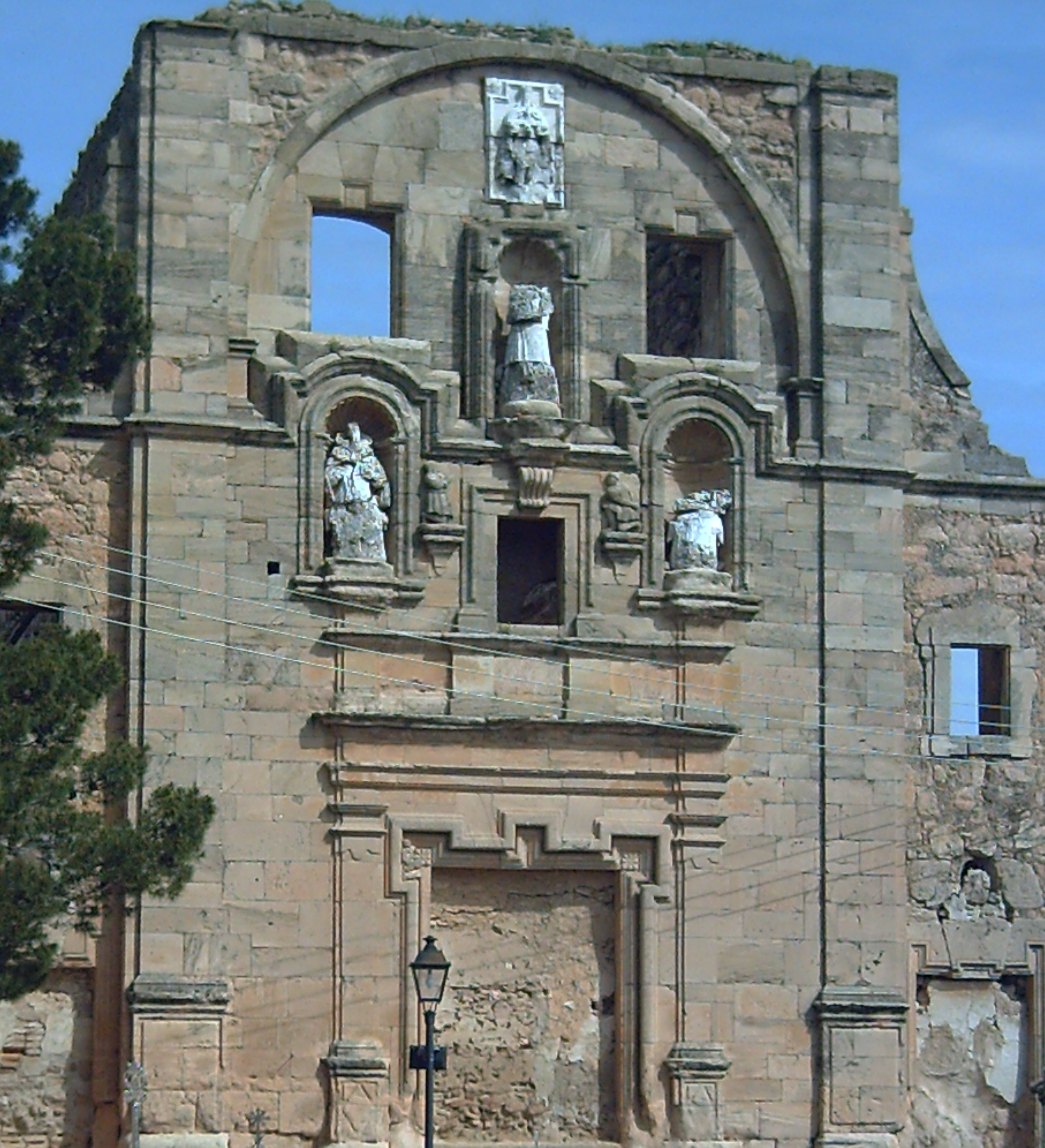
Fachada del antiguo convento de Trinitarios.

En 1609, 26 familias de moriscos asentadas en el municipio, compuestas por 120 miembros en total, tuvieron que abandonar el país tras el decreto de expulsión firmado por Felipe III. El 13 de septiembre de 1626 el ayuntamiento prohibió la entrada a cualquier persona en el pueblo sin las debidas medidas y para ello ordenó "guardar las puertas acostumbradas" poniendo en cada una a dos hombres. Este hecho estuvo motivado en como medida de prevención a una epidemia de peste que asolaba sobre todo a Extremadura. La cuarentena se solía guardar junto a la ermita de la Virgen de la Paz, a unos 3 kilómetros del núcleo urbano de la villa. De las puertas de la muralla de Santa Cruz de la Zarza, solo se conserva el Arco de la Villa.
En la segunda mitad de este mismo siglo XVII se realizaron las obras para agrandar la plaza de la villa, por ser el tamaño de esta insuficiente para una población de más de 1600 vecinos, sobre todo en los días de fiesta y mercados. Para ello fue necesario derribar algunas casas.
En 1678 se produce la fundación del Convento de los Trinitarios por Pascual Sánchez en un edificio pequeño e insuficiente, por lo que hacia 1680 lo permutaron por unos terrenos junto a la plaza y allí edificaron uno nuevo, conservándose hasta el día de hoy, aunque en estado ruinoso. Se reunieron en el Ayuntamiento de la Villa los alcaldes y regidores y los frailes de la Orden de la Santísima Trinidad Descalza de Redención de los Cautivo con objeto de la construcción de un convento en Santa Cruz de la Zarza. En esta reunión se dijo que Jerónimo Giménez de Timonel, capellán de las Religiosas Bernardas del Sacramento de la Corte tenía fabricado uno en esta Villa con todo lo necesario, coro, celdas, capilla, etc. El cual otorgó escritura de donación a favor de los Descalzos de la Santísima Trinidad y Redención de Cautivos.

## SigloXVIII
En 1713, los dominicos otorgaron estatutos a la Hermandad de Nuestra Señora del Rosario, a la postre patrona del pueblo. 
Santa Cruz de la Zarza sufrió la guerra de Sucesión con las consiguientes entradas y salidas de las tropas reales y del pretendiente al trono, con sus desmanes. En el año 1716 los habitantes de la villa tuvieron que soportar los gastos ocasionados por un regimiento y 2 compañías de las guardias reales que se acuartelaron allí. Para aliviar todas estas penalidades, el rey Felipe V eximió a los habitantes de la villa de ciertos pagos.
La Virgen del Rosario tuvo que ser entronizada como patrona del pueblo en el primer cuarto de este siglo, por lo tanto casi trescientos años lleva siendo la patrona del pueblo.
En 1730, se funda la Esclavitud de Nuestro Padre Jesús y en 1741 se celebra el séptimo y último Sínodo diocesano de la Orden de Santiago en la iglesia parroquial de Santiago Apóstol, organizado por el prior santacrucero Diego Sánchez Carralero.
A mediados de dicho siglo, el ayuntamiento publica unas ordenanzas para "el buen gobierno de la villa" con 23 órdenes, desde lo concerniente a higiene y de forma especial lo tocante a la fuente pública de "Los Caños", sobre la que dio las normas precisas para la utilización de sus tres pilares; hasta la obligación de enseñar y cuidar de los niños, poniendo considerables multas a quienes no las cumplieran.

## Siglo XIX

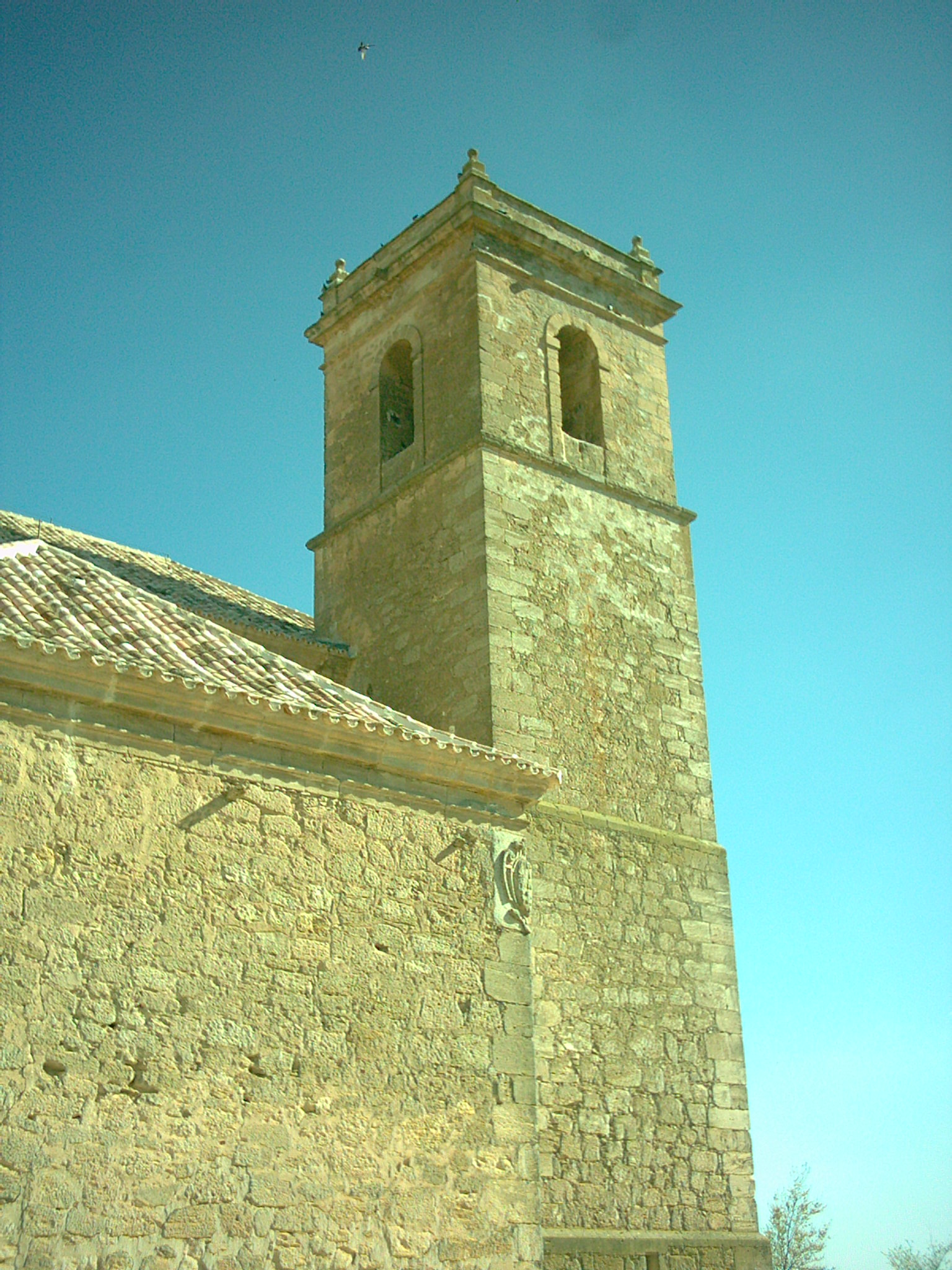
Vista trasera de la iglesia de Santiago Apóstol.

En el siglo XIX, el municipio de Santa Cruz de la Zarza también estuvo implicado en la Guerra de la Independencia y resultó muy dañada por los dos bandos en contienda, especialmente en 1809 cuando tuvieron lugar las batallas de Uclés y de Tarancón, sufriendo considerables destrozos, llegando a encerrar en su iglesia de Santiago a los presos de dicha batalla.
En el mes de noviembre de ese mismo año, las tropas de los generales Aréizaga y Venegas estaban acampadas en Santa Cruz de la Zarza, pues su situación geográfica y altura la hacía un lugar estratégico que dominaba el río Tajo. Se tiene constancia de ello por un despacho de uno de los general del día 15 de noviembre en el que decía que "conviene que nuestro ataque sea decidido... pues no hay duda que trataban de vencerlo en Santa Cruz de la Zarza cogiéndolo de frente y espalda". 
El ataque debía verificarse el 19 de noviembre estando acuarteladas en el municipio las divisiones 1.ª y 4.ª, que luego serían derrotadas en la batalla de Ocaña por las tropas francesas al mando del mariscal Soult. La idea de Aréizaga era lanzar una ofensiva a través de Arganda del Rey y sorprender de este modo al ejército francés pero las inclemencias meteorológicas malograron las ideas de Aréizaga ya que una fuerte tormenta y la posterior crecida de las aguas del Tajo imposibilitaron un avance rápido, por lo que el ejército tuvo que permanecer en Santa Cruz de la Zarza hasta el 18 de noviembre. Este retraso permitió a Soult conocer las intenciones de Aréizaga, concentrando en la margen derecha del Tajo los batallones de Victor, Sebastiani, Milhaud y Paris, frente al ejército español y dando lugar a la batalla de Ontígola.
El 2 de diciembre de 1809 llegaron 26 soldados franceses exigiendo 600 ovejas para su ejército de Ocaña, siendo sorprendidos por la partida del bandolero el Alcantarilla; tuvieron que refugiarse en el ayuntamiento, donde fueron muertos 2 y los demás cayeron en el transcurso de la escaramuza. También operaba por esta zona el guerrillero Francisco Sánchez "Francisquete", también conocido como el Tío Camuñas. En 1810, su lugarteniente Martín Almarza atacó aquí a los franceses apoderándose de un cargamento de sal.
Al comienzo del Trienio liberal (en 1820) se produce la exclaustración de los Trinitarios de su convento pero en julio de 1823 retornaron al convento. Su desalojo definitivo se produjo en 1835 debido a la Tercera desamortización realizada por Juan Álvarez Mendizábal y los Trinitarios ya no volverían a su convento.
En 1854, sufrió un brote de cólera (véase: Pandemias de cólera en España), al igual que otros 97 municipios de la provincia de Toledo. De los 3896 habitantes que tenía el municipio en aquel año, 283 se vieron afectados por la enfermedad y 75 de ellos murieron debido a ella.
Para terminar este siglo destacan 3 efemérides: el 3 de enero de 1866, después de la sedición de Villarejo de Salvanés, el general Prim en su huida pernoctó en Santa Cruz; en 1866 el ferrocarril pasa por primera vez por Santa Cruz de la Zarza y por último, en 1895, se inauguró la luz eléctrica.
Benito Pérez Galdós escribiría sobre la huida del general Prim en su libro "Prim", que forma parte de la cuarta serie de los "Episodios Nacionales", mencionando a Santa Cruz de la Zarza en los capítulos XXIII y XXIV.

## Comendadores de Santa Cruz de la Zarza
Muchos fueron los comendadores de la encomienda establecida en 1175 por el papa Alejandro III. Su papel principal era el de proteger a los vecinos de la localidad. A continuación se detallan algunos de ellos:
- Gonzalo Díaz fue el primer comendador de Santa Cruz de la Zarza y ya lo era en el año 1246.[7]

- Gonzalo Ronquillo Briceño, caballero de la Orden de Santiago en 1523 y Comendador de Santa Cruz de la Zarza en 1540, y que era hijo del comendador Rodrigo Ronquillo, conocido por la guerra de los Comuneros, alcalde de la casa y corte de Carlos I y de doña Teresa Briceño Verdugo.[15]

- Melchor de Barrionuevo y Monroy: Gentilhombre de cámara de Juan de Austria, maestre de campo de Cataluña y sargento general de batalla.[16]

- Francisco de Ibarra e Ibarra (Éibar 1514 - †Madrid, 14 de septiembre de 1580), padre de Diego de Ibarra y tío abuelo del explorador Francisco de Ibarra. Fue Comisario general de la Infantería y Proveedor general de los ejércitos en Flandes en 1570 del Consejo de Guerra de Felipe II. Veedor general de la Armada de la Liga que se halló en la batalla de Lepanto con don Juan de Austria e ingresó en la Orden de Santiago, en 1558. Se casó con Beatriz de Vargas.[17][18]

- Pedro Menéndez de Avilés, (Avilés, 1519 - †Santander, 16 de septiembre de 1574), fue el primer gobernador español de Florida y IV Comendador de Santa Cruz de la Zarza. Fundó la ciudad de San Agustín el 28 de agosto de 1565, el primer gran asentamiento europeo en los actuales Estados Unidos y Gobernador de la Isla de Cuba desde 1567 a 1574.[19]

- Juan Lasso de Castilla: Nacido en Santa Cruz de la Zarza, hijo de Pedro Lasso de Castilla y de Aldonza de Haro.[20]